# Како преживети младост
Како преживети младост (енгл. Running with Scissors) је америчка драмедија из 2006. године. Режију и сценарио потписује Рајан Марфи, по мемоарима Како преживети младост Огастена Бароуза из 2002. године. Главне улоге глуме: Џозеф Крос, Анет Бенинг, Брајан Кокс, Џозеф Фајнс, Еван Рејчел Вуд, Алек Болдвин, Џил Клејберг и Гвинет Палтроу. Добио је помешане критике.

## Радња
Након што су му се родитељи растали, Огастена оставља његова ментално нестабилна мајка која жели да постане песникиња и шаље га да живи са њеним психијатром и његовом лудом породицом. Он са тринаест година схвати да је хомосексуалац, и доживи љубав са знатно старијим мушкарцем. Са седамнаест година Огастен коначно одлучи да побегне из емоционалног хаоса како би постао писац у Њујорку.

## Улоге
| Глумац           | Улога          |
| ---------------- | -------------- |
| Џозеф Крос       | Огастен Бароуз |
| Анет Бенинг      | Дирдри Бароуз  |
| Брајан Кокс      | др Финч        |
| Џозеф Фајнс      | Нил Букман     |
| Еван Рејчел Вуд  | Натали Финч    |
| Алек Болдвин     | Норман Бароуз  |
| Џил Клејберг     | Агнес Финч     |
| Гвинет Палтроу   | Хоуп Финч      |
| Габријела Јунион | Дороти Амброз  |
| Патрик Вилсон    | Мајкл Шепард   |
| Кристин Ченоует  | Ферн Стјуарт   |
| Дагмара Домињчик | Сузана         |
| Колин Камп       | Џоун           |
| Огастен Бароуз   | себе           |